# Lila Teresita Abaunza
Lila Teresita Abaunza de Bolaños (Masaya, 29 de enero de 1929-Masaya, 17 de julio de 2008) fue primera dama de Nicaragua de 2002 a 2007 por ser la esposa del presidente Enrique Bolaños Geyer.

## Biografía
Nació en Masaya, el 29 de enero de 1929, hija de Alejandro Abaunza Espinoza, quien fue Presidente del Congreso de Nicaragua y Ministro de Obras Públicas y Agricultura en gobiernos del Partido Liberal y Esmeralda Abaunza Solórzano, miembro de una rica y prestigiosa familia. Tenía origen portugués por parte de su familia materna. Estudió en el Colegio La Asunción de Managua y el Sacred Heart Preparatory Menlo Park, California, Estados Unidos.
En 1949 contrae nupcias con su primo Enrique Bolaños Geyer, con quien tuvo cinco hijos: Enrique, Lucía, Jorge, Javier y Alberto. Desde antes que se convirtiera en Primera Dama, la Señora Lila de Bolaños ha participado toda su vida realizando obras de bien social para beneficio de los desposeídos.
Como primera dama de Nicaragua realizó obras como ayuda a hospitales, asilos de ancianos, al Sistema Nacional Penitenciario, apoyo médico y restauración de edificios antiguos. Además de construcciones de casas para los afectados del Huracán Mitch. Entre otras cosas, Lila tenía programas de ayuda a niños y discapacitados. Era miembro fundador y principal impulsora del grupo VIRIMyM., con Mireya Cardenal de Abaunza y otras damas.
En junio de 2008 es trasladada en un avión ambulancia desde Miami a su residencia en El Raizón en Masaya después de sufrir un grave deterioro en su salud que dura varios meses. «El estado de salud de Lila Teresita. es muy delicado y el pronóstico médico es reservado», precisaron en esa ocasión, cuando restringieron las visitas por orden médica.

## Fallecimiento
Falleció en Masaya, el 17 de julio de 2008 a los 79 años de edad en su residencia por un derrame cerebral, tras una agonía de casi siete semanas. Sus funerales se realizaron el 19 de julio de 2008 en un cementerio de los suburbios.